# Pietro Papareschi
Pietro Papareschi    (mort en 1146)  est un cardinal italien  du XIIe siècle. Il est un frère du pape Innocent II.

## Biographie
Le pape Innocent II, son frère, le crée cardinal lors d'un consistoire de 1142. Il participe à l'élection du pape Célestin II en 1143, à l'élection du pape Lucius II en 1144 et à l'élection d'Eugène III en 1145.
Il parachève la restauration de la basilique Sainte-Marie-du-Trastevere, commencé par Innocent II.